# Молящийся индеец
Молящийся индеец (англ. Praying Indian) или молящиеся индейцы (англ. Praying Indians) — коренные американцы Новой Англии и Нью-Йорка, которые добровольно или невольно приняли христианство. Иногда так называли жителей индейских поселений в долине реки Святого Лаврентия и близлежащих районах, объединившихся в союз, известный как Семь наций Канады.

## История

### Ранняя история

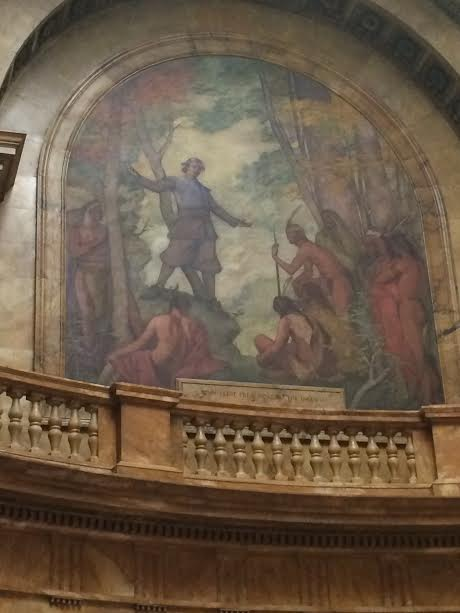
Пуританский священник Джон Элиот проповедует среди массачусетов в Натике. Изображение на фреске ротонды Капитолия штата Массачусетс в Бостоне

В 1646 году Генеральный совет Массачусетса  принял Закон о распространении Евангелия среди индейцев колонии. Успех пуританского миссионера и лексикографа, Джона Элиота, и его сподвижников, проповедовавших христианство индейским племенам Новой Англии, вызвали интерес в Англии — на юге Новой Англии было обращено в христианство около 4000 индейцев. В 1649 году Долгий парламент принял постановление о создании Корпорации по продвижению и распространению Евангелия Иисуса Христа в Новой Англии, которая собирала средства для поддержки этого дела. В метрополии было собрано около 12 000 фунтов, которые были использованы в основном в Колонии Массачусетского залива и в Нью-Йорке.
28 октября 1646 года в Нонантуме (современный город Ньютон) Джон Элиот произнёс свою первую проповедь индейцам племени массачусет на их языке в деревне вождя Вабана, первого новообращённого из своего народа. Позже Вабан предложил своему сыну обучаться обычаям европейских колонистов и служить переводчиком. Адепты Элиота увеличивались благодаря заинтересованности Вабана. Позднее Элиот перевёл на массачусетский язык сначала Новый Завет, который был опубликован в 1661 году, а затем и всю Библию, известную как «Библия Элиота», которую опубликовал в 1663 году. В 1666 году под названием «Начала индейской грамматики» вышла его грамматика массачусетского языка. Благодаря труду Элиота массачусетский язык, вымерший в XIX веке, до настоящего времени сохраняет культовый статус среди индейцев Новой Англии и используется в богослужении, предпринимаются попытки его возрождения.
Всё более успешные попытки обратить коренных американцев в христианство способствовали распространению власти пуритан среди индейских племён. Для многих аборигенов Новой Англии это означало также принятие английской культуры и колониальных законов. Процесс принятия массачусетами, нипмуками, вампаноагами и другими племенами христианства и культуры колонистов был вызван разрушительными эпидемиями и другими переменами в их жизни. Новообращённые индейцы носили английские причёски и отрекались от многих старых обычаев. Вабан запросил у колониальных властей Массачусетса участок земли, где молящиеся индейцы могли бы построить собственный город английского образца. В 1651 году Генеральный совет колонии выделили участок для новообращённых в 2000 акров по обоим берегам реки Чарльз, в 18 милях вверх по течению от Бостона. Так был образован первый молящийся город. К началу Войны Короля Филипа 20 % индейцев Новой Англии были обращены в христианство и жили в молящихся городах. После окончания Войны Короля Филиппа в 1677 году Генеральный суд расформировал 10 из первоначальных 14 молящихся городов, остальные были отданы под надзор колониальных властей.
Французские иезуиты в Канаде пытались сберечь традиционную клановую систему индейцев, в отличие от английских пуритан, заставлявших коренных американцев ходить в европейской одежде и говорить на английском языке. Иезуиты не требовали, чтобы их новообращённые изучали французский язык (хотя многие это делали для удобства торговли) или ассимилировались с внешней культурой. В результате, католики и язычники часто проживали в непосредственной близости и относительной гармонии.

### Война за независимость США

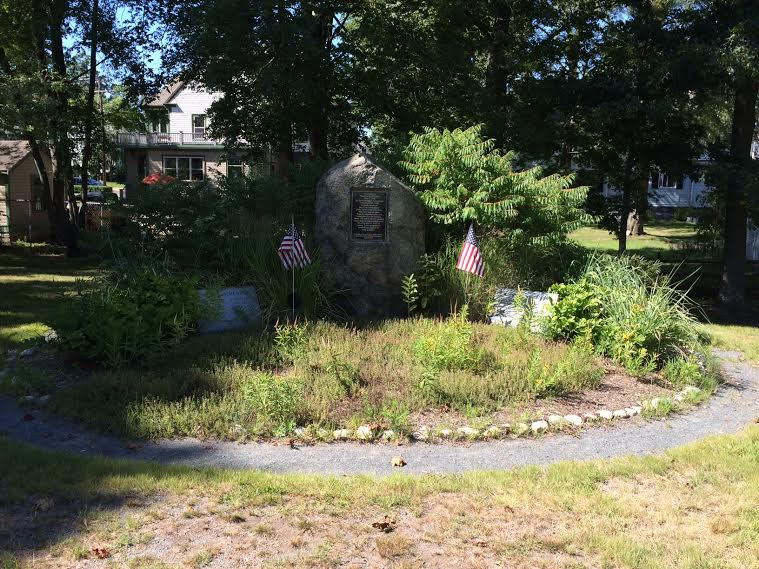
Мемориал, посвящённый молящимся индейцам, участникам войны за независимость США

Значительное число молящихся индейцев сражались на стороне Континентальной армии во время войны за независимость Соединённых Штатов. Во время войны подавляющее большинство этих индейцев были полностью ассимилированы в окружающие их христианские общины и практически потеряли связи с другими общинами коренных американцев. Солдаты индейского происхождения участвовали в нескольких значительных сражениях во время Войны за независимость, таких как битва при Банкер-Хилле, сражения при Лексингтоне и Конкорде, сражение при Трентоне и битва при Саратоге.
Несмотря на то, что многие молящиеся индейцы сражались против британцев, значительная их часть, известная как бразертоны, вынуждена была переехать на север  штата Нью-Йорк, а затем дальше на запад, в Висконсин.